# Schuldendienstdeckungsgrad
Der Schuldendienstdeckungsgrad oder auch Kapitaldienstdeckungsgrad (englisch debt service coverage ratio, DSCR) ist eine betriebswirtschaftliche Kennzahl, bei der je nach Art des Schuldners den Kreditzinsen und der Tilgung bestimmte Einnahmen gegenübergestellt werden. Hierdurch soll ermittelt werden, inwieweit ein Schuldner imstande ist, Zins und Tilgung für die aufgenommenen Kredite aufzubringen.

## Allgemeines
Kreditgeber haben ein Interesse daran, ihr Kreditrisiko beim Schuldner zu messen. Dafür stehen ihnen eine Vielzahl von Schuldenkennzahlen zur Verfügung. Diese sind wichtige Steuerungs- und Entscheidungsgrößen für die Fremdkapitalbereitstellung bzw. -belassung. Während die Zinslastquote lediglich den Zinsaufwand eines Kreditnehmers berücksichtigt, umfasst der Schuldendienstdeckungsgrad zusätzlich auch die zu leistenden Tilgungen. Zinsaufwand und Tilgungen bilden zusammen den Schuldendienst. Zu den Zinsen gehören alle Zinsaufwendungen, die aus zinstragenden Verbindlichkeiten resultieren (Ausnahmen: Zinsen für Pensionsrückstellungen, Bankgebühren). Der Schuldendienstdeckungsgrad gibt an, inwieweit die für Kredite aufzubringenden Zinsen und Tilgungen vom Schuldner aus Einnahmen gezahlt werden können. Die Art der Einnahmen hängt davon ab, ob der Schuldner ein Unternehmen, Privathaushalt oder der Staat (oder dessen Gebietskörperschaften) ist.

## Unternehmen
Bei Unternehmen wird der Kapitaldienst dem Gewinn vor Zinsen und Steuern (EBITDA) bzw. dem Cashflow vor Zinsen und Tilgung einer Rechnungsperiode gegenübergestellt. EBITDA und Cashflow sind Messgrößen, aus denen der Kapitaldienst zu bestreiten ist. Je höher EBITDA oder Cashflow sind, umso leichter fällt es einem Unternehmen, den Schuldendienst zu leisten.
{\displaystyle {\mbox{Schuldendienstdeckungsgrad}}={\frac {\mbox{EBITDA}}{\mbox{Zinsaufwendungen + Tilgungszahlungen}}}}
Tendenziell sind eigenkapitalstarke Unternehmen eher in der Lage, den Schuldendienst zu bestreiten als fremdkapitalabhängige. Entsprechend ist der Schuldendienstdeckungsgrad bei eigenkapitalstarken Unternehmen günstiger. Er verschlechtert sich, wenn zusätzliche Schulden aufgenommen werden oder bei gleichbleibendem Schuldenstand das Zinsniveau ansteigt. Der Deckungsgrad muss mindestens 1:1 betragen, um durchgehend die Zahlung von Zinsen und Tilgung auf das Fremdkapital zu gewährleisten. Kritisch ist die Schuldensituation für Unternehmen – branchenabhängig – dann, wenn der Schuldendienst dauerhaft 50 % des Cashflow/EBITDA übersteigt, also der Cashflow das Zweifache des Schuldendienstes unterschreitet. Werden diese Grenzen nicht nur temporär überschritten, befindet sich ein Unternehmen in einer Unternehmenskrise und wird zum Grenzanbieter.
Bei Projektfinanzierungen wird ein Schuldendienstdeckungsgrad von 1,2 als Minimum unterstellt, mithin muss der für den Schuldendienst zur Verfügung stehende Cashflow des Projekts den Schuldendienst um 20 % überdecken. Internationale Projektfinanzierungen arbeiten häufig mit Quoten zwischen 1:1,3 bis 1:1,5. Sinkt der Cashflow durch Verschlechterung der Geschäftstätigkeit und/oder steigt der Schuldendienst durch höhere Zinsen/Kredite, so erhöhen sich die Kreditrisiken einer Projektfinanzierung.
Ein ungünstiger Schuldendienstdeckungsgrad weist darauf hin, dass eine Erhöhung des Eigenkapitals erforderlich ist, um auch die mit einer starken Fremdmittelaufnahme einhergehende Abhängigkeit von Gläubigern zu vermindern.

## Staaten
Staaten und ihre Gebietskörperschaften (Bundesländer, Kantone, Gemeinden) sind ebenfalls Kreditnehmer. Bei diesen Schuldnern gibt der Schuldendienstdeckungsgrad an, inwieweit die für Kredite aufzubringenden Zinsen und Tilgungen vom Staat durch Bruttoinlandsprodukt, Staatsausgaben oder Exporterlöse gedeckt sind. Der budgetäre Schuldendienst bezieht sich auf die Ausgaben des öffentlichen Gesamthaushalts, während sich der gesamtwirtschaftliche Schuldendienst aus der Gegenüberstellung der Zinsaufwendungen und Tilgungen mit dem Bruttoinlandsprodukt ergibt.
{\displaystyle {\mbox{Schuldendienstdeckungsgrad}}={\frac {\mbox{Zinsaufwendungen + Tilgungszahlungen}}{\mbox{BIP oder Gesamteinnahmen}}}}
Erreichen beispielsweise die Staatsschulden (brutto) die Höhe des Bruttoinlandsprodukts (Staatsschuldenquote mithin 100 %) und liegen – bei einem angenommenen Zinsniveau von 6 % – die Steuereinnahmen bei 30 % des Bruttoinlandsprodukts, so sind die Steuereinnahmen bereits mit 18 % Zinsaufwand belastet (Zinsdeckungsgrad). Nach dem Schuldendienst verbleiben dem Staat dann lediglich etwa 80 % der Steuereinnahmen für seine eigentlichen Aufgaben der Staatsfinanzierung.  Der Schuldendienst kann stärkeren Veränderungen unterworfen sein, wenn das Volumen kurzfristiger Schulden relativ hoch ist und die meist variablen Schuldzinsen großen Marktschwankungen unterliegen. Kritisch ist die Situation für einen Staat und seine Gebietskörperschaften, wenn der Zins- und Tilgungsdienst 20 % bis 25 % der dauerhaft erzielbaren Exporterlöse (Staat) oder Gesamteinnahmen (Gebietskörperschaften) überschreitet oder mehr als 20 % der Gesamtausgaben erreicht. Bei dauerhafter Überschreitung der kritischen Grenzen können Staaten in eine Staatskrise geraten.
Einer negativen Entwicklung des Schuldendienstdeckungsgrads kann bei Staaten und ihren Gebietskörperschaften meist nur mit einer strikten Haushaltsdisziplin im Bereich der Ausgaben begegnet werden. Bruttosozialprodukt oder Exporterlöse sind hingegen Aggregate, die kurz- und mittelfristig kaum beeinflussbar sind.
Im Gesamthaushalt der Bundesrepublik Deutschland für 2012 waren die Zinsausgaben mit 38 Mrd. Euro bei insgesamt 309 Mrd. Euro Gesamtausgaben veranschlagt, also betrug die Zinslastquote noch vertretbare 12,3 % der Gesamtausgaben. Im Vergleich zum Bruttoinlandsprodukt 2012 (2.645,0 Mrd. Euro) waren das geringfügige 1,4 %.

## Privathaushalte
Der IWF empfiehlt seit 2004 die Ermittlung der Schuldendienstquote bei Privathaushalten im Verhältnis zum Einkommen. Maßgeblicher Bezugswert ist das verfügbare jährliche Netto-Einkommen, weil die im Brutto-Einkommen vorhandenen Steuern und Abgaben dem Privathaushalt nicht zur Verfügung stehen. Vom verfügbaren Netto-Einkommen sind Fixkosten (Miete und Nebenkosten, Versicherungsprämien, Leasinggebühren, Abonnementkosten), Energiekosten und die übrigen Lebenshaltungskosten abzuziehen:
```
   verfügbares Netto-Einkommen
   - Miete und Nebenkosten
   - Versicherungsprämien
   - Leasinggebühren
   - Energiekosten
   - übrige Lebenshaltungskosten
   = Netto-Einkommen vor Schuldendienst
   - Schuldendienst
   = Netto-Einkommen (frei verfügbar)
```

Das Netto-Einkommen findet sich in folgender Formel als Nenner:
{\displaystyle {\mbox{Schuldendienstdeckungsgrad}}={\frac {\mbox{Zinsaufwand + Tilgung}}{\mbox{Netto-Einkommen vor Schuldendienst}}}}.
Der Schuldendienstdeckungsgrad verschlechtert sich, wenn neue Kredite aufgenommen werden oder sich das Zinsniveau (bei variablem Kreditzins) erhöht oder das Netto-Einkommen (etwa durch Arbeitslosigkeit) sinkt.
In einigen Staaten erreichte der OECD zufolge die Schuldendienstquote weniger als 25 % des Einkommens der Privathaushalte, in den USA lag die Schuldendienstquote im Jahre 2013 bei lediglich 10 %. Diese Quoten verhindern weitgehend Finanzierungsrisiken, die auf der Ausgabenseite zusätzlich auch aus einer Erhöhung des Preisniveaus für die Lebenshaltung entstehen können. Übersteigt die Schuldendienstquote 40 %, so ergeben sich für den Privathaushalt erhebliche Finanzierungsrisiken, die zu Zahlungsunfähigkeit, Überschuldung, Kreditkündigung und letztlich zur Privatinsolvenz führen können. Ein privater Schuldner gilt als verwundbar, wenn er für den Kapitaldienst aller Kredite mehr als 40 % seines monatlichen Bruttoeinkommens aufwenden muss. Auf die Netto-Einkommen in den USA (Deutschland; siehe Abgabenquote) umgerechnet, liegt die Quote bei etwa 29 % (26 %).
Rund 45 % der deutschen Privathaushalte waren im Jahre 2014 verschuldet, etwa 22 % aller deutschen Haushalte besitzen Immobilienfinanzierungen. Etwa 60 % der Haushalte verwendeten weniger als 20 % ihres Netto-Einkommens für Zinsen und Tilgung, weniger als 10 % der Haushalte verwendeten mehr als 50 % ihres Einkommens, im Durchschnitt liegt die Quote bei 20 %.

## Auswirkungen
Der Schuldendienstdeckungsgrad kann Bestandteil von Anleihebedingungen oder Kreditverträgen im Rahmen der Covenants sein. Dabei verpflichtet sich der Schuldner gegenüber seinen Gläubigern, eine bestimmte vertraglich festgelegte Obergrenze des Schuldendienstdeckungsgrads nicht zu überschreiten. Kommt es zur Überschreitung der Obergrenze, so liegt eine Vertragsverletzung (englisch covenant breach) vor, die zunächst meistens eine Heilungsperiode (englisch remedy/grace period) zur Folge hat, die dem Kreditnehmer die nachträgliche Erfüllung der vorgegebenen Kennzahl ermöglichen soll. Gelingt dies jedoch weiterhin nicht, wird eine höhere Kreditmarge oder gar ein außerordentliches Kündigungsrecht des Gläubigers ausgelöst.

## Sonstiges
Verwandt mit dem Schuldendienstdeckungsgrad, der nur das jeweilige Periodenergebnis betrachtet, ist die so genannte Loan Life Cover Ratio (LLCR), bei der der Barwert des gesamten Cashflows über die Darlehenslaufzeit zur jeweiligen Restschuld ins Verhältnis gesetzt wird. Letzterer beschreibt also die Fähigkeit eines Projektes/einer Investition, den Schuldendienst über die Gesamtlaufzeit eines Darlehens zu erbringen. Eine weitere Verwandtschaft besteht zur Mietbelastungsquote, bei welcher die Mietkosten eines Privathaushalts dessen Arbeitseinkommen gegenübergestellt werden.